# Gerry Adams
Gerry Adams, eller Gerard Adams jr. (født 6. oktober 1948 i Belfast i Nordirland) er repræsentant i det britiske parlament for valgkredsen West Belfast og i det regionale nordirske parlament. 2011 blev han ligeledes valgt til Republikken Irlands parlament for valgkredsen Louth med 21,7% af stemmerne. Han har været partileder for det republikanske parti Sinn Fein siden 1983, og før det næstkommanderende fra 1978.
Det antages at Adams i 1970'erne havde en fremtrædende stilling i IRA, men dette har han selv konsekvent afvist.
Adams har været leder for Sinn Fein i den perioden da den nærtstående paramilitære organisationen IRA først indgik våbenhvile (fra 1994) og i 2005 officielt afsluttet den væbnede kampen. Afsløringer som er kommet frem de sidste år, viser at Adams har en stor del af æren for denne udvikling. Han spillede en aktiv rolle i fredsprocessen helt fra dens spæde begyndelse tidlig i 1980-årene. Det kom også en del reaktioner på at Adams ikke blev tildelt Nobels Fredspris sammen med John Hume og David Trimble i 1998.